# Xylocopa bariwal
Xylocopa bariwal är en biart som beskrevs av Maidl 1912. Xylocopa bariwal ingår i släktet snickarbin, och familjen långtungebin. Inga underarter finns listade i Catalogue of Life.